# Bombylius schaeuffelei
Bombylius schaeuffelei är en tvåvingeart som beskrevs av Lindner 1979. Bombylius schaeuffelei ingår i släktet Bombylius och familjen svävflugor.
Artens utbredningsområde är Iran. Inga underarter finns listade i Catalogue of Life.